# سیارک ۴۹۳۶
سیارک ۴۹۳۶ (به انگلیسی: 4936 Butakov، نامگذاری:1985UY4) چهار هزار و نهصد و سی و ششمین سیارک کشف شده‌است که در ۲۲ اکتبر ۱۹۸۵ کشف شد.
قدر مطلق سیارک برابر ۱۳٫۳۰ است.